# トリスタン・ワーフス
トリスタン・ワーフス（Tristan Wirfs, 1999年1月24日 - ）は、アメリカ合衆国アイオワ州マウントバーノン出身のプロアメリカンフットボール選手。NFLのタンパベイ・バッカニアーズに所属している。ポジションはオフェンシブタックル。

## 経歴

### カレッジ
アイオワ大学では2年目のシーズン開幕前に飲酒運転で逮捕され、1試合の出場停止処分を受けた。このシーズンは重量挙げのハングクリーンで450ポンド（約204kg）を記録し、同大学の最高記録を更新した。
3年目の2019年シーズンはオールビッグ10ファーストチーム、ビッグ10最優秀オフェンシブラインマン賞を受賞した。このシーズン終了後、2020年のNFLドラフトにアーリーエントリーした。

### タンパベイ・バッカニアーズ
| 6 ft 4+7⁄8 in (195 cm)      | 320 lb (145 kg) | 34 in (86 cm) | 10+1⁄4 in (26 cm) | 4.85 s | 4.68 s | 7.65 s | 36.5 in (93 cm) | 10 ft 1 in (3.07 m) | 24 回 | 23 |
| All values from NFL Combine |                 |               |                   |        |        |        |                 |                     |       |    |

ドラフト全体13位でタンパベイ・バッカニアーズから指名され、その後ルーキー契約を結んだ。

#### 2020年シーズン
1年目から16試合に先発出場し、サックを1度しか許さなかった。チームはプレーオフを勝ち上がり、スーパーボウル制覇を成し遂げた。

#### 2021年シーズン
このシーズンは17試合に出場し、自身初となるプロボウル、オールプロファーストチームに選出された。プレーオフのワイルドカード・ラウンドのフィラデルフィア・イーグルス戦で足首を痛め、残りの試合を欠場した。

#### 2022年シーズン
このシーズンは13試合に出場して2年連続となるプロボウル、オールプロセカンドチームに選出された。

#### 2023年シーズン
2023年4月26日、チームから5年目の契約オプションを行使された。シーズンでは全17試合に先発出場し、3年連続となるプロボウルに選出された。

#### 2024年シーズン
2024年8月2日、バッカニアーズと8824万ドルが保証された5年総額1億4063万ドルの契約延長に合意した。シーズンでは16試合に先発出場してサックを1度も許さず、4年連続となるプロボウル、2度目のオールプロファーストチームに選出された。